# حزب الشعب الإيراني
حزب الشعب الإيراني (بالفارسية: حزب مردم ایران) هو منظمة سياسية إيرانية داخل الجبهة الوطنية و«حركة المقاومة الوطنية».  واستند الحزب إلى خط مشابه تتبعه حركة الاشتراكيين عباد الله ومنبر إسلامي اشتراكي إيراني قومي. 